# Michael Morris Killanin

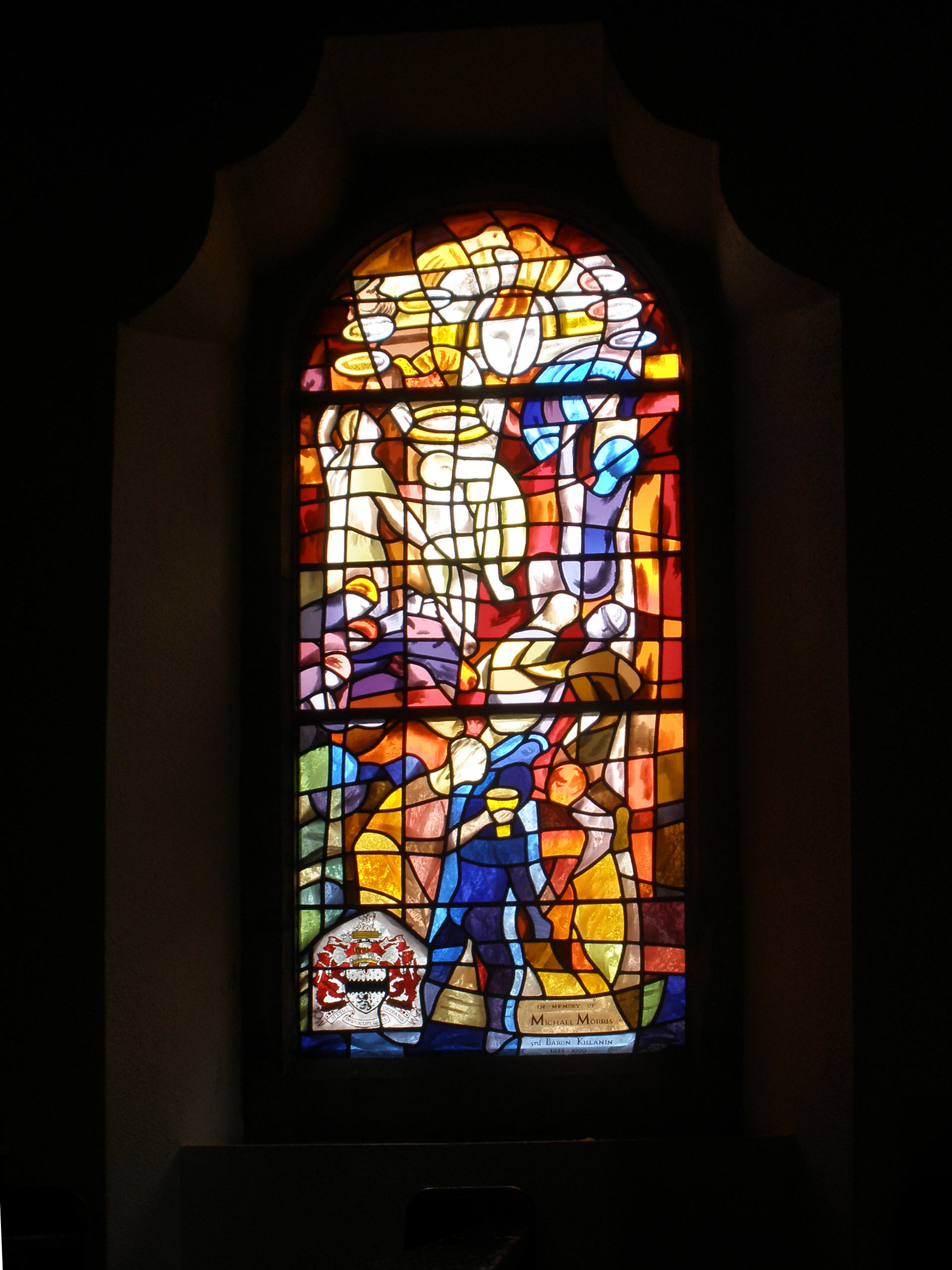
Ventana conmemorativa de Michael Morris en Spiddal, Irlanda

Michael Morris, 3.º barón Killanin, MBC, TD (Londres, 30 de julio de 1914-Dublín, 25 de abril de 1999), fue un periodista, autor y dirigente deportivo irlandés, sexto presidente del Comité Olímpico Internacional. Sucedió a su tío como barón Killanin en la Nobleza del Reino Unido en 1927, que le permitió sentarse en la Cámara de los Lores como lord Killanin al cumplir los 21 años de edad.

## Primeros años
Morris nació en Londres, hijo de teniente-coronel George Morris y Dora Wesley Hall. Su padre murió en acción cerca de Villers-Cotterêts, Francia, el 1 de septiembre de 1914 mientras estaba al mando de los Guardias Irlandeses. Él fue un miembro de las catorce familias que componen las tribus de Galway. Fue educado en el Colegio Eton, en La Sorbona de París y en el Magdalene College, Cambridge, donde fue presidente del reconocido club dramático Footlights.
A mediados de la década de 1930, comenzó su carrera como periodista, trabajando para Daily Express, Daily Sketch y posteriormente en Daily Mail. En 1937-38, fue un corresponsal de guerra durante la segunda suerra sino-japonesa.

## Familia
Lord Killanin se casó con (Mary) Sheila Catchart Dunlop (1918-2007) de Oughterard, Condado de Galway en 1945. Era la nieta de Henry Wallace Doventon Dunlop, quien construyó el estadio de deportes Lansdowne Road en Dublín en 1872. Su padre fue Canon Douglas Dunlop, rector de Oughterard. El señor y la señora Killanin tuvieron tres hijos, George Redmond ("Red"), Michael ("Mouse"), y John, y una hija, Deborah.

## Carrera militar
En noviembre de 1938, Morris se encargó de una unidad del Ejército británico, donde fue responsable de reclutar a sus compañeros periodistas y amigos quienes eran músicos y actores. Alcanzó el rango de mayor y participó en la planificación del Día D y de la batalla de Normandía en 1944, en calidad de brigada mayor para la Brigada Blindada número 30, parte de la 79 ª División Acorazada, recibiendo por su desempeño en estas operaciones la Orden del Imperio Británico. Tras ser desmovilizado, se fue a Irlanda. Renunció a su cargo a la asistencia técnica en 1951.

## Presidente del Comité Olímpico Internacional
En 1950, Morris fue nombrado presidente del Comité Olímpico Internacional de Irlanda, y se convirtió en el representante de su país ante el COI en 1952. Fue designado vicepresidente en 1968, y sucedió a Avery Brundage en la presidencia del COI, siendo seleccionado durante la 73 ª Sesión del Comité Olímpico Internacional en Múnich, que tuvo lugar antes de los Juegos Olímpicos de Múnich 1972, entre el 21 y 24 de agosto de 1972.
Durante su presidencia, el movimiento olímpico experimentó un período difícil, relacionado con el fracaso financiero de los Juegos Olímpicos de Montreal 1976 y el boicot de los Juegos Olímpicos de Moscú 1980. Desde el punto de vista de los intereses del COI, se tomaron peores decisiones. Las ciudades de Lake Placid y Los Ángeles fueron 'elegidas' para los Juegos Olímpicos de Lake Placid 1980 y los Juegos Olímpicos de Los Ángeles 1984 sin que ninguna otra ciudad compitiera contra ellas, resultando en una posición débil para el COI. Renunció antes de los Juegos Olímpicos de Moscú 1980, y su cargo fue asumido por Juan Antonio Samaranch.

## Otras posiciones
Morris se desempeñó como cónsul-general honorario de Mónaco en Irlanda desde 1961 hasta 1984.

## Cine
Morris fue también director de muchas compañías e incursionó en la industria cinematográfica, colaborando con su amigo de toda la vida, John Ford, en The Quiet Man. También produjo películas, incluyendo The Playboy of the Western World y The Rising of the Moon.

## Muerte
Morris murió en su casa de Dublín a los 84 años de edad, y, tras una misa funeral bilingüe en An Spidéal, Condado de Galway, fue enterrado en el panteón familiar en el cementerio New, en Galway.

## Obras seleccionadas
- Four days, an account of the 1938 Munich crisis, editado por Lord Killanin. Londres, W. Heinemann, Ltd. (1938).
- Sir Godfrey Kneller & His Times, por Lord Killanin. B. T. Batsford Ltd., (Inglaterra) (1948).
- Olympic Games, por Lord Killanin. MacMillan Publishing Company (1 de febrero de 1976), ISBN 0-02-975730-4.
- Shell Guide to Ireland, por Lord Killanin, M. V. Duignan, Peter Harbison (Editor). Macmillan; 3Rev Ed edición (May 1989). ISBN 0-333-46957-7.
- The Fitzroy: The Autobiography of a London Tavern, por Lord Killanin, Sally Fiber, y Clive Powell-Williams. Temple House; Primera edición (21 Aug 1995). ISBN 1-85776-023-9.
- My Olympic Years, por Lord Killanin. Martin Secker & Warburg Ltd; Primera edición(9 de mayo de 1983). ISBN 0-436-23340-1.
- My Ireland: A Personal Impression, por Lord Killanin. Gallery Books (Nov 1987). ISBN 0-8317-6286-1.